# Tuc Watkins
Charles Curtis „Tuc” Watkins III (n. 2 septembrie 1966, Kansas, SUA) este un actor american. Acesta este cunoscut pentru rolurile sale ca David Vickers în One Life to Live⁠(d) și Bob Hunter în Neveste disperate.

## Biografie
Charles Curtis Watkins III s-a născut în Kansas City, Kansas. Tatăl său, Charles Curtis Watkins II, era vânzător, iar mama sa  fotograf. A urmat cursurile la Universitatea Indiana și a obținut o licență în comunicare, însă a studiat și teatru, psihologie și limba franceză. Are o soră mai mică, Courtney, născută în 1968.

### Cariera
Watkins și-a început cariera cu roluri în diverse seriale de televiziune precum Surorile⁠(d), Baywatch și Melrose Place. L-a interpretat pe escrocul David Vickers⁠(d) în telenovela ABC One Life to Live⁠(d) din 1994 până în 1996, iar apoi a primit rolul lui Pierce Dorman⁠(d) în telenovela General Hospital din 1996 până în 1997. A obținut rolul lui Malcom Laffley în serialul Asta-i televiziunea!⁠(d) (1999-2001) pe parcursul celor două sezoane. În 1999, a debutat în film cu un rol în comedia romantică Cred că da⁠(d). Următorul rol a fost cel al jefuitorului de morminte Burns în filmul Mumia (1999), iar mai târziu a apărut în serialele NYPD Blue - Viață de polițist⁠(d), Sub Pământ S.R.L.⁠(d) și CSI: Crime Scene Investigation. După o suită de roluri minore în 2001 și 2002, Watkins a revenit în distribuția serialului One Life to Live pentru perioada 2003-2006. Soap Opera Digest⁠(d) i-a caracterizat personajul David drept „cel mai amuzant personaj masculin” al anului 2008, precizând că „în repetate rânduri, schemele nesăbuite realizate de David și interpretările comice ale lui Tuc Watkins ne amuză atât de mult încât regretăm când se încheie”.
Pe 21 octombrie 2007, Watkins și-a făcut prima apariție în serialul ABC Desperate Housewives în rolul lui Bob Hunter⁠(d), un nou locuitor al Wisteria Lane⁠(d). Acesta a fost un personaj episodic în sezoanele 4-6 și un personaj principal în sezonul 7. Pe 4 noiembrie 2007, Watkins a apărut în episodul „World's End” din sezonul 5 al serialului Cu sânge rece⁠(d). În iulie 2009, un videoclip Funny or Die⁠(d) intitulat The Sentimentalist - cu Watkins în rol principal - a fost inclusiv pe locul 5 în lista „The Must List” a revistei Entertainment Weekly.

## Viața personală
Watkins a recunoscut că este gay într-un interviu cu Marie Osmond⁠(d) din 26 aprilie 2013. În același interviu, Watkins a anunțat că a devenit tată prin intermediul unei mame surogat în decembrie 2012.
Din 2019, acesta are o relație cu actorul Andrew Rannells⁠(d). Cei doi s-au cunoscut cu un an înainte în timp ce interpretau pe Broadway în piesa The Boys in the Band⁠(d). Aceștia au apărut și în ecranizarea⁠(d) realizată de Netflix.

## Filmografie

### Film
| An   | Titlu                | Rol                     | Note                |
| ---- | -------------------- | ----------------------- | ------------------- |
| 1992 | Little Sister        | Ted Armstrong           | Necreditat          |
| 1997 | I Think I Do         | Sterling Scott          |                     |
| 1998 | The Thin Pink Line   | Ted                     |                     |
| 1999 | Can't Stop Dancing   | Reuben Clairmont        |                     |
| 1999 | The Mummy            | Mr. Burns               |                     |
| 2000 | Miracle in Lane 2    | God/Bobby Wade          | Film de televiziune |
| 2002 | Infested             | Carl                    |                     |
| 2003 | The Free House       | Harry Cook              |                     |
| 2004 | The Free House 2     | God/Harry Cook          |                     |
| 2006 | The Good Shepherd    | Sound Technical Officer |                     |
| 2009 | Moon Lake Casino     | Skipper                 | Scurtmetraj         |
| 2016 | Retake               | Jonathan                |                     |
| 2020 | The Boys in the Band | Hank                    |                     |

### Seriale
| An                   | Titlu                                       | Rol                      | Note |
| -------------------- | ------------------------------------------- | ------------------------ | --- |
| 1990                 | Get a Life                                  | Sapphire                 | Episodul: "The Prettiest Week of My Life" |
| 1990                 | Growing Pains                               | Trainer                  | Episodul: "Jason Flirts, Maggie Hurts" |
| 1991                 | Harry and the Hendersons                    | Marcel                   | Episodul: "When Harry Met Sammy" |
| 1991–1992            | Sisters                                     | Brad                     | 2 episoade |
| 1992                 | Sibs                                        | N/A                      | Episodul: "The In Crowd" |
| 1992                 | Baywatch                                    | Gary                     | Episodul: "Game of Chance" |
| 1992                 | Santa Barbara                               | Reggie                   | Episodul 2040 |
| 1992                 | The Edge                                    | N/A                      | Episodul: 1.1 |
| 1993                 | Melrose Place                               | Tom Brooks               | Episodul: "Single White Sister" |
| 1994–1996, 2001–2013 | One Life to Live                            | David Vickers            | Rol interpretat în perioada: 1994–96; Octombrie 2001; ianuarie 2002; august 19, 2003 – noiembrie 21, 2006; mai – iulie 26, 2007; noiembrie 2007; mai 7 – august 6, 2008; decembrie 26, 2008 – martie 2, 2009; aprilie 7, 2009; aprilie 22, 23, și 27, 2009; august 10 – noiembrie 30, 2009; ianuarie 12 – aprilie 2, 2010; iunie 3 – august 26, 2010; ianuarie 4–6, 2011; martie 15, 2011 – ianuarie 12, 2012; aprilie 29 – august 19, 2013 |
| 1996                 | High Tide                                   | Shane Wilson             | 2 episoade |
| 1996–1997            | General Hospital                            | Dr. Pierce Dorman        | |
| 1997                 | Silk Stalkings                              | Special Agent Sidley     | Episodul: "Ladies Man" |
| 1997–1998            | C-16: FBI                                   | Jimmy Rooney             | 3 episoade |
| 1999–2001            | Beggars and Choosers                        | Malcolm Laffley          | 42 de episoade |
| 2000                 | NYPD Blue                                   | Derrick                  | Episodul: "The Irvin Files" |
| 2001                 | Family Law                                  | Sean Santoro             | Episodul: "The Gay Divorcee" |
| 2002                 | Six Feet Under                              | Trevor                   | Episodul: "Out, Out, Brief Candle" |
| 2002                 | CSI: Crime Scene Investigation              | Marcus Remmick           | Episodul: "Cats in the Cradle" |
| 2005                 | All My Children                             | David Vickers            | 2 episoade |
| 2007                 | The Minor Accomplishments of Jackie Woodman | Josh                     | Episodul: "Jackie Meets Her Match" |
| 2007–2012            | Desperate Housewives                        | Bob Hunter               | Rol episodic, sezoanele 4–6; rol principal, sezoanele 7–8; 42 de episoade |
| 2007                 | Cold Case                                   | Felton Metz '38          | Episodul: "World's End" |
| 2012–2014            | Parks and Recreation                        | Pistol Pete              | 3 episoade |
| 2012                 | Franklin & Bash                             | Lance                    | Episodul: L'affaire Du Coeur |
| 2012                 | The Glades                                  | Dr. Brett Denning        | Episodul: "Old Times" |
| 2012                 | Baby Daddy                                  | Hank                     | Episodul: "Take Her Out of the Ballgame" |
| 2013                 | Maron                                       | Jerry                    | Episodul: "Internet Troll" |
| 2013                 | Warehouse 13                                | Nate                     | Episodul: "Instinct" |
| 2013                 | Anger Management                            | Jeff                     | Episodul: "Charlie and the Devil" |
| 2013                 | Bob's Burgers                               | Butcher                  | Dublaj; episodul: "Turkey in a Can" |
| 2014                 | Awkward                                     | Joe Miller               | 4 episodes |
| 2015                 | Major Crimes                                | Judge Stephen Schaeffer  | 2 episodes |
| 2016                 | It's Always Sunny in Philadelphia           | Scott                    | Episode: "The Gang Goes to Hell" |
| 2016                 | Ballers                                     | Jim                      | Episode: "Enter the Temple" |
| 2017                 | EastSiders                                  | Patrick                  | Episode: "East of Eden" |
| 2020–2021            | Black Monday                                | Congressman Roger Harris | 7 episoade |
| 2021                 | The Other Two                               | Troy                     | Episodul: "Pat Connects with Her Fans" |